# Экспоненциальное сглаживание

Экспоненциальное сглаживание — метод математического преобразования, используемый при прогнозировании временных рядов.
Метод также известен как метод простого экспоненциального сглаживания, или метод Брауна.
{\displaystyle s_{t}=\left\{{\begin{matrix}c_{t}&:t=1\\s_{t-1}+\alpha \cdot (c_{t}-s_{t-1})&:t>1\end{matrix}}\right.}
где: {\displaystyle {s_{t}}} — сглаженный ряд, {\displaystyle {c_{t}}} — исходный ряд, {\displaystyle \alpha } — коэффициент сглаживания, который обычно выбирается в пределах {\displaystyle (0<\alpha <1)}.
Пределы изменения постоянной сглаживания шире — от 0 до 2. Для эффективного использования в прогнозировании постоянная сглаживания оптимизируется в указанных пределах. Обычно строится функция зависимости дисперсии ошибки аппроксимации модели экспоненциального сглаживания реального ряда от величины постоянной сглаживания. При оптимальной постоянной сглаживания в пределах от 0 до 1 моделируемый ряд стационарен. Интервал от 1 до 2 свидетельствует о том, что моделируемый ряд не стационарен. Когда оптимальная постоянная сглаживания равна единице, модель экспоненциального сглаживания принимает форму модели NAIV.